# Хондергей
Хондергей (тув. Хондергей) — село в Дзун-Хемчикского кожууне Республики Тыва. Административный центр и единственный населённый пункт Хондергейского сумона.

## География
Село находится у рек Улуг-Хондергей, Аныяк-Хондергей.
Расстояние до районного центра Чадан: 18 км.
Расстояние до областного центра Кызыл 207 км.
Уличная сеть
пер Канчыр-оола, пер. Молодежный.
ул. 15 лет Советской Тувы, ул. Аныяк, ул. Бурзекея, ул. Зелёная, ул. К.Орлана, ул. Ленина, ул. М.Доруг-оола.
К селу примыкают местечки (населённые пункты без статуса поселения) м. Ак-Баалык, м. Бедик-Тей668121 м. Донгурун, м. Кара-Даг, м. Кызыл-Даш, м. Мыяктыг, м. Оймак, м. Узун-Кара-Суг, м. Хараганныг-Даг, м. Чолдак-Кара-Суг, м.Шокар-ангыс,м.Айлыг-Ой,

## Население
| 2002 | 2010 | 2011 | 2012  | 2013  | 2014  | 2015 |
| ---- | ---- | ---- | ----- | ----- | ----- | ---- |
| 843  | ↗916 | ↘911 | ↗924  | ↘922  | ↗934  | ↗940 |
| 2016 | 2017 | 2018 | 2019  | 2020  | 2021  |      |
| ↗950 | ↗992 | ↘991 | ↗1006 | ↗1023 | ↘1014 |      |

## Известные жители
- Сат, Кустугур Кудерекович — поэт, прозаик, переводчик, журналист, член Союза писателей Тувы, член Союза журналистов РФ.
- Джамбел Лодой (Апыш-оол Шууракаевич Сат) (род. в 1975) — Верховный лама Тувы (с 2014 года)[15].

- Надежда Куулар (род. 1947) — певица, народная артистка Российской Федерации

- Народный артист СССР Владимир Оскал-оол[16]

- Доктор исторических наук, один из первых романистов Тувы, Почетный президент шаманского общества «Дунгур» Монгуш Борахович Кенин-Лопсан[16][17]

## Инфраструктура
образование
Дошкольное образование — Д/С «ЧЕЛЭЭШ» С.ХОНДЕРГЕЙ
общее образование — ШКОЛА ХОНДЕРГЕЙСКАЯ, ГБУ ХОНДЕРГЕЙСКАЯ ШКОЛА-ИНТЕРНАТ VIII ВИДА
сельское хозяйство
Выращивание зерновых и зернобобовых культур — СХК «БОРБАК-АРЫГ»
культура
Сельский дом культуры села Хондергей — МБУ СДК им. «Сат Манчакай»
административная деятельность
Деятельность органов местного самоуправления поселковых и сельских населенных пунктов: МУЧ ХП СУМОН ХОНДЕРГЕЙСКИЙ, МУЧ АДМ СП СУМОН ХОНДЕРГЕЙСКИЙ
иное
Лесозаготовки — СХК «ДАГ-УЖУ»
Сотовая связь
Действуют оператор сотовой связи Tele2.

## Транспорт
Подъезд к федеральной трассе Р-257.